# Sappho (tidsskrift)
 Denne artikel omhandler tidsskriftet Sappho. Opslagsordet har også en anden betydning, se Sapfo.
Sappho er tidsskrift for Trykkefrihedsselskabet.
Tidsskriftet beskæftiger sig med ytringsfrihed, islamisme, antisemitisme, politik og filosofi. Redaktionen består af Lars Hedegaard, Helle Merete Brix, Farshad Kholghi og Kahttan Jasim. Blandt gæsteskribenterne finder man også andre kendte samfundsdebattører.
Tidsskriftet er kendt for en temmelig polemisk tone, og tager som oftest fat i emner vedrørende islam og muslimer, som den begge stiller sig kritisk overfor.
Tidsskriftets navn er taget fra den græske digterinde Sappho, der levede og arbejdede i slutningen af det 7. århundrede. 